# Мышалов, Савелий Евсеевич
Саве́лий Евсе́евич Мыша́лов (2 июня 1932, Минск — 30 сентября 2022) — советский и российский спортивный врач, заслуженный врач Российской Федерации, врач высшей категории.

## Биография
Родился в Минске, в середине 1930-х годов семья переехала в Москву, где его отец Евсей Яковлевич Мышалов работал бухгалтером в Доме союзов, а мать Анна Мироновна во Вторчермете. Военные годы провёл в Пушкине, где отец был заместителем начальника эвакогоспиталя по административной части.
В 1956 году окончил 2-й Московский медицинский институт.
12 лет работал главврачом сборной СССР по конькобежному спорту.
В 1970 году был приглашён в футбольную сборную, где проработал 24 года. Прошёл с командой 4 чемпионата мира, 2 чемпионата Европы, 2 Олимпиады. Работал с десятью наставниками: Качалиным, Николаевым, Пономарёвым, Горянским, Бесковым, Малофеевым, Симоняном, Игнатьевым, Лобановским и Садыриным. Отработал 16 лет в штабе Валерия Лобановского, которого называл своим учителем.
С 1994 по 2016 год работал врачом московского футбольного клуба «Локомотив».
В 2011 году представил книгу под названием «Чего не видит зритель».
Скончался 30 сентября 2022 года.